# Фріц Ланге
Фріц Ланге (16 грудня 1899, Берлін — 25 липня 1987, там же) — німецький фізик, який розробив процес поділу (дифузії) Ланге для розділення біомолекул, розділення ізотопів. Він був одним із німецьких вчених, яких також називають «фахівцями», які брали участь у ранній стадії розробки (фундаментальних досліджень) радянської атомної бомби. Ланге втік від націонал-соціалізму, тобто, емігрував.
У 1936 Ф. Ланге подав прохання про набуття радянського громадянства, якого й набув 9 лютого 1937 року. У квітні 1940 року без захисту дисертації Ф. Ланге присудили науковий ступінь доктора фізико-математичних наук. З нападом Німеччини на СРСР у 1941 році Ф. Ланге евакуювали до Уфи, де він почав працювати в евакуйованому туди Київський інститут фізики та математики|Київському інституті фізики та математики.
28 вересня 1942 року вийшло Розпорядження ДКО № 2352сс «Про організацію робіт з урану», у якому Ф. Ф. Ланге наказувалося створити центрифугу для збагачення урану[4]. Роботами зі створення центрифуги опікувався президент Академії наук УРСР академік О. О. Богомолець.